# Mešita Yavuz Sultan Selim
Mešita Yavuz Sultan Selim (česky mešita sultána Selima Hrozného) je náboženská budova v Mannheimu v Německu, pojmenovaná po osmanském sultánovi Selimovi I. Od roku 2008 se jedná o největší mešitu v Německu a každý víkend ji navštíví více než 3 tisíce muslimů.
Od roku 1995, kdy byla mešita otevřena, se staly muslimské stánky a centra mladých magnetem pro muslimskou komunitu.